# Seleção Bruneína de Futebol
A Seleção Bruneína de Futebol representa o Brunei nas competições de futebol da FIFA. A equipe foi fundada em 1959 e juntou-se à FIFA em 1969. Disputa seus jogos como mandante no Sultan Hassanal Bolkiah Stadium, em Bandar Seri Begawan, capital do país.
Suas principais rivalidades regionais são contra Malásia e Filipinas. É uma seleção praticamente sem história internacional, sendo considerada uma das mais fracas do mundo: em janeiro de 2010, encontrava-se na posição número 191 do Ranking mundial da FIFA. Suas principais participações restringem-se a participações nos Jogos do Sudeste Asiático.
A inexistência de um campeonato profissional no país dificulta um pouco a constituição de uma seleção; embora haja registros de aproximadamente 2.500 futebolistas em Brunei. A seleção já disputou o Campeonato Nacional da Malásia, disputando o campeonato contra os clubes malaios. Ultimamente, a seleção está optando por naturalizar alguns jogadores para jogar por ela, a fim de ajudar na evolução da equipe.

## Suspensão
Em 2010, a Seleção de Brunei encontra-se suspensa pela FIFA. Segundo o órgão, o motivo da suspensão é um intervenção do governo bruneíno na Federação local (BAFA), dissolvida e substituída por uma outra Federação. A federação foi readmitida no ano seguinte.

## Desempenho em Copas do Mundo
- 1930 a 1958: Não existia
- 1962 a 1970: Não era membro da FIFA.
- 1974 a 1982: Não se inscreveu.
- 1986: Não se classificou.
- 1990 a 1998: Não se inscreveu.
- 2002: Não se classificou.
- 2006 a 2010: Não se inscreveu.
- 2014: Suspensa pela FIFA.
- 2018 a 2022: Não se classificou.

## Desempenho em Copas da Ásia
- 1956 a 1968: Não se inscreveu
- 1972 a 1976: Não se classificou
- 1980 a 1984: Desistiu
- 1988 a 1996: Não se inscreveu
- 2000 a 2004: Não se classificou
- 2007: Não se inscreveu
- 2011: Não se classificou
- 2015: Desistiu
- 2019 a 2023: Não se classificou

## Recordes
- Atualizado até 27 de março de 2022[5]

Jogadores em negrito ainda em atividade.
| # | Jogador                  | Partidas | Gols | Em atividade |
| - | ------------------------ | -------- | ---- | ------------ |
| 1 | Azwan Saleh              | 35       | 3    | 2006–        |
| 2 | Najib Tarif              | 30       | 1    | 2008–        |
| 3 | Adi Said                 | 28       | 7    | 2012–2023    |
| 4 | Azwan Ali Rahman         | 27       | 8    | 2012–        |
| 5 | Yura Indera Putera Yunos | 26       | 0    | 2012–        |
| 6 | Fakharrazi Hassan        | 24       | 2    | 2011–2024    |
| 6 | Haimie Abdullah Nyaring  | 24       | 0    | 2016–        |
| 6 | Shah Razen Said          | 24       | 8    | 2008–2019    |
| 9 | Hendra Azam Idris        | 23       | 0    | 2009–        |
| 9 | Wardun Yussof            | 23       | 0    | 2001–2022    |

| # | Jogador                | Gols | Partidas | Média por jogo | Em atividade |
| - | ---------------------- | ---- | -------- | -------------- | ------------ |
| 1 | Shah Razen Said        | 8    | 24       | 0.33           | 2008–2019    |
| 1 | Azwan Ali Rahman       | 8    | 27       | 0.3            | 2012–        |
| 3 | Adi Said               | 7    | 28       | 0.25           | 2012–2023    |
| 4 | Razimie Ramlli         | 6    | 20       | 0.3            | 2016–        |
| 5 | Said Abdullah          | 5    | 14       | 0.36           | 1993–2001    |
| 6 | Jamhari Lani           | 3    | 9        | 0.33           | 1985–1987    |
| 6 | Adie Arsham Salleh     | 3    | 10       | 0.3            | 2006–2009    |
| 6 | Hardi Bujang           | 3    | 12       | 0.25           | 2006–2008    |
| 6 | Zainuddin Kassim       | 3    | 16       | 0.19           | 1982–1989    |
| 6 | Abdul Azizi Ali Rahman | 3    | 19       | 0.16           | 2015–2023    |
| 6 | Hakeme Yazid Said      | 3    | 22       | 0.14           | 2020–        |
| 6 | Azwan Saleh            | 3    | 35       | 0.09           | 2006–        |

## Técnicos
| - John Then (1959–1971) - Abdul Karim Pukul e Ibrahim Yahya (1971) - Duncan McDowell (1976–1981) - Ibrahim Damit (1982) - Idris Damit (1983) - Danny Bergara (1984) - Oscar Amaro (1985) - Hussein Aljuneid (1990) - Mick Lyons (1993–1995) - David Booth (1996–1998) - Mick Jones (1998–2001) - Zainuddin Kassim (2001) - Mick Lyons (2002) - Karim Bencherifa (2003–2004) - Amir Alagić (2005) - Mohd Ali Mustafa (2006) - Kwon Oh-Son (2008) - Vjeran Simunić (2008–2009) - Mohd Ali Mustafa (2009) | - Dayem Hj Ali (2011) - Kwon Oh-Son (2012–2013) - Vjeran Simunić (2013–2014) - Steve Kean (2014) - Mike Wong (2014–2016) - Kwon Oh-Son (2016) - Stephen Ng (2017) - Kwon Oh-Son (2018) - Robbie Servais (2019) - Paul Smalley (2019–2020) - Ali Mustafa (2020) - Aminuddin Jumat (2020) - Ameer Lani (2020) - K. Rajagobal (2020–2022) - Rosanan Samak (2022, interino) - Mario Rivera (2022–2024) - Rui Capela (2024, interino) - Jamie McAllister (2024, interino) - Vinícius Eutrópio (2024–) |